# Marcelo Tas
Marcelo Tristão Athayde de Souza (Ituverava, 10 de novembro de 1959), mais conhecido pelo primeiro nome e seu acrônimo, Marcelo Tas, é um apresentador, ator, roteirista, diretor e escritor brasileiro.

## Carreira
Em 1983 iniciou sua carreira na televisão no programa 23ª Hora, uma mixagem de reportagens e vídeos produzido pelo jornalista Goulart de Andrade na TV Gazeta de São Paulo. Goulart convidou a produtora Olhar Eletrônico, da qual faziam parte Marcelo Tas, Fernando Meirelles, Tonico Ramos e Marcelo Machado, entre outros, para preencher parte do seu programa, após conhecê-los em um dos festivais Vídeo Brasil, do Museu da Imagem e do Som (MIS) de São Paulo. Em 1984, apresentou na mesma emissora o programa Crig-Rá endereçado aos jovens com reportagens e videoclipes (inclusive com apresentações de vídeos da MTV estadunidense, então desconhecida no Brasil) com o seu personagem Bob Mc Jack.
Ficou conhecido pelo seu personagem humorístico Ernesto Varela, um repórter fictício que ironizava personalidades políticas da época da abertura, dirigindo-lhes perguntas desconcertantes. Tornou-se célebre e entrou para a história com a sua pergunta direta a Paulo Maluf que, surpreso, virou as costas e deixou a sala em que estavam: "Muitas pessoas não gostam do senhor, dizem que o senhor é corrupto. É verdade isso, deputado?". Durante a Copa do Mundo de 1986, quando participava da cobertura pelo "pool" de emissoras formado pelo SBT e Record, fez uma entrevista ácida com o então dirigente da Confederação Brasileira de Futebol (CBF) e deputado federal Nabi Abi Chedid, que teve repercussão. Incomodado com a entrevista, Nabi Abi Chedid aceitou responder uma pergunta relacionada ao esporte, ao que Marcelo Tas imediatamente emendou: "Qual sua próxima jogada?" Ele também tem se notabilizado pelas sua controversa aproximação com a Maçonaria na época.
Também foram marcantes suas participações nos programas Vídeo Show, na Rede Globo (entre abril e agosto de 1987, onde ficou conhecido como "Cabeça Branca" (uma referência ao personagem da televisão inglesa chamado Max Headroom), Vitrine, na TV Cultura, e Saca-Rolha, ao lado de Lobão e Mariana Weickert na Rede 21 e posteriormente na PlayTV bem como sua atuação como diretor e roteirista de programas premiados internacionalmente, como o Rá-Tim-Bum (onde interpretava o estereotipado Professor Tibúrcio) e o Castelo Rá-Tim-Bum (Telekid, que respondia sempre o "porque sim não é resposta"). Escreveu ainda o roteiro para o Programa Legal e coordenou a criação de 1.140 edições do Telecurso 2000.
Tas já foi colunista do jornal O Estado de S. Paulo (caderno "Link", 2004-2005). A partir de março de 2008, tornou-se um dos apresentadores do programa CQC, na Band, ao lado de Rafinha Bastos e Marco Luque, o que lhe rendeu maior projeção nacional na década de 2000. Marcelo também tem o seu próprio blog, o "Blog do Tas", iniciado em agosto de 2003 no UOL e transferido para o portal Terra em outubro de 2010. Em novembro de 2009 Tas lançou um livro, intitulado Nunca antes na história deste país. O livro é baseado nas frases mais polêmicas e engraçadas do presidente Luiz Inácio Lula da Silva, principalmente durante o período em que exerce a presidência da República (de 2003 até 2009, quando da publicação do livro).
Em 31 de dezembro de 2009 estreou no canal pago Cartoon Network seu novo programa intitulado Plantão do Tas, uma espécie de telejornal só que com notícias fictícias e voltado ao público infantil. Em 1 de setembro de 2014, estreou o programa infantil Papo Animado com Marcelo Tas no Cartoon Network, emissora do falecido Plantão Tas. Nele, Tas traz curtas de cinco minutos em que entrevista os mais variados personagens do canal, como a Turma da Mônica, Dexter's Laboratory, Johnny Bravo, Irmão do Jorel, Apenas um Show e outros. Em 4 de novembro de 2014, publica uma carta, informando seu desligamento do programa CQC, em dezembro do mesmo ano, após sete anos comandando a atração. Após sua saída da Bandeirantes, o apresentador foi contratado para assumir o comando do programa Papo de Segunda, em 2015, junto ao cantor Léo Jaime, o humorista João Vicente e o jornalista Xico Sá.
No mesmo ano, apresentou junto com Astrid Fontenelle, a campanha "Eles por Elas", uma parceria do canal GNT e a ONU Mulheres. Durante os jogos Rio 2016, Marcelo Tas comandou o programa #TasNoSporTV no canal SporTV ao vivo direto do Parque Olímpico levando os assuntos mais comentados nas redes sociais para a cobertura oficial do canal.
A ênfase do seu trabalho está em explorar as fronteiras da linguagem nas várias mídias onde atua. Entre suas obras destacam-se: o repórter ficcional Ernesto Varela; as séries “Rá-Tim-Bum” (TV Cultura); “CQC” (Band) e o reality “Batalha Makers” (Discovery).
Na área da educação, Tas coordenou a criação do Telecurso (Fundação Roberto Marinho/ TV Globo) e games interativos para o Museu da Língua Portuguesa, em São Paulo; e para o Museu do Amanhã, no Rio de Janeiro.
Atualmente, Marcelo Tas é apresentador do programa Provoca e comentarista do Jornal da Cultura ambos da TV Cultura; é Associado Notável da I2AI (International Association of Artificial Inteligence) e Membro do Conselho Consultivo na Fundação Osesp – Orquestra Sinfônica do Estado de São Paulo.
Já atuou como colunista e colaborador nos veículos: Folha de S.Paulo; O Estado de São Paulo; revista Trip; revista Crescer; rádio CBN e rádio Bandnews FM. Na internet, tem cerca de 10 milhões de seguidores e é um dos influenciadores mais premiados do país, entre eles: Prêmio Comunique-se (2007, 2008, 2009, 2010, 2015, 2019); Especialistas da Comunicação (2020, categoria Cultura); melhor blog em língua portuguesa segundo o The Bobs – Prêmio International da Deutsche Welle (Alemanha, 2007).
Atuou como professor de comunicação e inovação de módulos em MBAs da PUCRS, IBMEC e UniFAJ. O seu curso de comunicação é o primeiro publicado em línha portuguesa na plataforma espanhola Domestika.

## Vida pessoal
Cursou a Escola Preparatória de Cadetes do Ar (EPCAR). É graduado em engenharia civil pela Escola Politécnica da USP, em 1982. Iniciou o curso de graduação em rádio e TV pela Escola de Comunicação e Artes da USP em 1980, mas não o concluiu. Tem curso de Aperfeiçoamento Profissional em Cinema e Televisão e em Multimídia e Novas Tecnologias pelo Fulbright Scholarship Program na Tish School of Arts da Universidade de Nova Iorque, realizados entre 1987 e 1988. É casado com a atriz Bel Kowarick, e tem três filhos: Miguel, Clarice e Luc Athayde.

## Filmografia

### Televisão
| Ano           | Título                       | Cargo / Personagem | Notas                         | Emissora          |
| ------------- | ---------------------------- | ------------------ | ----------------------------- | ----------------- |
| 1983          | O Mundo no Ar                | Repórter           |                               | Rede Manchete     |
| 1983–86       | 23ª Hora                     | Ernesto Varela     |                               | TV Gazeta         |
| 1984–86       | Crig-Rá                      | Apresentador       |                               | TV Gazeta         |
| 1987          | Vídeo Show                   | Apresentador       |                               | Rede Globo        |
| 1987–89       | TV Mix                       | Apresentador       |                               | TV Gazeta         |
| 1990          | O Turista                    | Apresentador       |                               | TVE               |
| 1990–94       | Rá-Tim-Bum                   | Professor Tibúrcio |                               | TV Cultura        |
| 1990–92       | MTV Netos do Amaral          | Apresentador       |                               | MTV Brasil        |
| 1993          | Plebiscito MTV               | Apresentador       |                               | MTV Brasil        |
| 1994–97       | Castelo Rá-Tim-Bum           | Telekid            |                               | TV Cultura        |
| 1995–97       | Professor Planeta            | Apresentador       |                               | ESPN Brasil       |
| 1998–04       | Vitrine                      | Apresentador       |                               | TV Cultura        |
| 2005–06       | Saca-Rolha                   | Apresentador       |                               | Rede 21           |
| 2008–14       | CQC                          | Apresentador       |                               | Rede Bandeirantes |
| 2009–10       | Plantão do Tas               | Apresentador       |                               | Cartoon Network   |
| 2012          | Conversa de Gente Grande     | Apresentador       |                               | Rede Bandeirantes |
| 2013          | Passionais                   | Delegado Tobias    | Episódio: "Litígio Sangrento" | Globoplay         |
| 2014–16       | Papo Animado com Marcelo Tas | Apresentador       |                               | Cartoon Network   |
| 2015–17       | Papo de Segunda              | Apresentador       |                               | GNT               |
| 2016          | #TasNoSporTV                 | Apresentador       |                               | SporTV            |
| 2019          | Batalha Makers Brasil        | Apresentador       |                               | Discovery Channel |
| 2019–presente | Provoca                      | Apresentador       |                               | TV Cultura        |

### Cinema
| Ano  | Título                           | Personagem         |
| ---- | -------------------------------- | ------------------ |
| 1983 | Capitalismo Selvagem             | Edu                |
| 1993 | Vênus de Fogo                    | Marcos             |
| 1994 | Veja Esta Canção                 | Jogador            |
| 2000 | Villa Lobos - Uma Vida de Paixão | Érico Veríssimo    |
| 2010 | Muita Calma Nessa Hora           | Cássio Matos       |
| 2013 | Mato sem Cachorro                | Luís               |
| 2014 | Muita Calma Nessa Hora 2         | Cássio Matos       |
| 2016 | Amor em Sampa                    | Apresentador de TV |

### Internet
| Ano           | Título      | Cargo        | Plataforma                   |
| ------------- | ----------- | ------------ | ---------------------------- |
| 2017-presente | Marcelo Tas | Apresentador | YouTube, Instagram e Twitter |

### Livros
| Ano  | Título | Editora         |
| ---- | --- | --------------- |
| 1993 | Reflexões para o Futuro (coletâneas e livros de outros autores)                                              | Veja            |
| 2003 | Made in Brazil (organização: Arlindo Machado - coletâneas e livros de outros autores)                        | Iluminuras      |
| 2009 | Nunca antes na história deste país                                                                           | Panda Books     |
| 2009 | E-causos (coletâneas e livros de outros autores - organização Índio Brasileiro)                              | Manole          |
| 2010 | A Vaga é Sua (Ana Estela de Sousa Pinto e Cristina Moreno de Castro - coletâneas e livros de outros autores) | Publifolha      |
| 2010 | Sobre o Tempo (Andréa Bonfim Perdigão - coletâneas e livros de outros autores)                               | Pulso Editorial |
| 2011 | É rindo que se aprende (com Gilberto Dimenstein)                                                             | Papirus         |
| 2017 | Basta de Cidadania Obscena (com Mario Sergio Cortella)                                                       | Papirus         |
| 2024 | Hackeando Sua Carreira: Como Ser Relevante num Mundo em Constante Transformação                              | Planeta         |

## Como roteirista, diretor e produtor
| Ano     | Título                 | Cargo      | Cargo   | Cargo    | Emissora      |
| Ano     | Título                 | Roteirista | Diretor | Produtor | Emissora      |
| ------- | ---------------------- | ---------- | ------- | -------- | ------------- |
| 1983    | O Mundo no Ar          |            |         |          | Rede Manchete |
| 1983    | 23ª Hora               |            |         |          | TV Gazeta     |
| 1983    | Antenas                |            |         |          | TV Gazeta     |
| 1983–86 | Ernesto Varela         |            |         |          | TV Gazeta     |
| 1988    | A Retrospectiva do Ano |            |         |          | Rede Record   |
| 1990–94 | Rá-Tim-Bum             |            |         |          | TV Cultura    |
| 1991    | Programa Legal         |            |         |          | Rede Globo    |
| 1991    | Dóris Para Maiores     |            |         |          | Rede Globo    |
| 1990–92 | MTV Netos do Amaral    |            |         |          | MTV Brasil    |
| 1993    | Plebiscito MTV         |            |         |          | MTV Brasil    |
| 1994–97 | Castelo Rá-Tim-Bum     |            |         |          | TV Cultura    |
| 1995    | Telecurso              |            |         |          | Rede Globo    |
| 1996    | Minuto Científico      |            |         |          | TV Cultura    |
| 1998    | Oficinas Culturais     |            |         |          | TV Cultura    |

## Como Professor
| Ano           | Instituição | Curso |
| ------------- | ----------- | --- |
| 2017–18       | IBMEC-SP    | Curso de Extensão (presencial): A Comunicação na Aceleração Digital                                                                                |
| 2018          | StartSe     | Curso On-line: ConecteSe - Comunicação e Engajamento                                                                                               |
| 2019          | IBMEC       | Curso On-line: A Comunicação na Aceleração Digital                                                                                                 |
| 2019–presente | PUC-RS      | Professor da master class "Como usar leveza e humor para encantar usuários?” no curso de pós-graduação "Influência Digital: Conteúdo e Estratégia” |
| 2020–presente | Domestika   | Curso On-line: Comunicação eficiente e criativa para seus projetos                                                                                 |
| 2020–presente | Unifaj      | Professor da master class "A Comunicação na Aceleração Digital" nos "MBAs de Gestão de Negócios e MBA em Gestão de Pessoas"                        |